# Ternate (Alor)
Ternate è un'isola Indonesiana che si trova nell'Arcipelago di Alor, facente a sua volta parte dell'arcipelago delle Piccole Isole della Sonda. È sita a nord delle stretto di Pantar, fra le isole di Alor e Pantar.
Appartiene al distretto di Alor Barat Laut), nella provincia di Nusa Tenggara Orientale.